# Stuart Carswell
Stuart Carswell (Bellshill, 9 settembre 1993) è un calciatore scozzese, centrocampista svincolato.

## Caratteristiche tecniche
Interno di centrocampo, può giocare anche da terzino destro.

## Carriera

### Club
Prodotto delle giovanili del Motherwell, esordisce in prima squadra nella stagione 2010-2011 conquistando un posto da titolare nelle stagioni seguenti.

### Nazionale
Ha giocato nella nazionale scozzese Under-19.